# Geoffrey Cabeke
Geoffrey Cabeke (Jette, 5 november 1988) is een Belgische voetballer. Cabeke staat onder contract bij Asse-Zellik 2002. 

## Carrière
In het seizoen 2007/08 maakte hij z'n debuut in Eerste klasse bij FC Brussels. Tijdens de slotspeeldag, op 9 mei 2008, viel hij in de 53e minuut in voor Bojan Neziri. Hij speelde nog twee seizoenen in Tweede klasse bij de club uit de hoofdstad, alvorens in de zomer van 2010 te tekenen bij KVC Westerlo.
Met Westerlo haalde hij in 2011 de finale van de Beker van België, maar de club verloor daarin van Standard Luik. Toch mochten Cabeke en zijn ploegmaats Europa in. Westerlo startte in de voorrondes van de Europa League. Cabeke scoorde in de eerste wedstrijd, tegen het Finse TPS Turku, na 93 minuten het enige doelpunt van de partij. Het was de eerste Europese overwinning van Westerlo én het eerste Europese doelpunt van de club.
Cabeke keerde in 2012 terug naar FC Brussels. Hij speelde er nog twee seizoenen, maar in 2014 ging de club in vereffening. Cabeke kon zo transfervrij overstappen naar Union Sint-Gillis, waar zijn broer Anthony toen speelde. Hij promoveerde in 2015 naar Tweede klasse met Union en speelde in het seizoen 2016/17 zelfs Play-Off II met de club.
In 2017 ruilde Cabeke Union in voor het nieuwe RWDM, waar zijn broer Anthony dan al een jaar speelde. In zijn eerste seizoen veroverde hij meteen de titel in Tweede klasse amateurs. Na twee seizoenen in Eerste klasse amateurs stapten Geoffrey en Anthony in 2020 samen over naar tweedeprovincialer Asse-Zellik 2002.

## Clubstatistieken
| Seizoen | Club                          | Land   | Competitie             | Weds | Goals |
| ------- | ----------------------------- | ------ | ---------------------- | ---- | ----- |
| 2007/08 | FC Brussels                   | België | Eerste Klasse          | 1    | 0     |
| 2008/09 | FC Brussels                   | België | Tweede Klasse          | 16   | 3     |
| 2009/10 | FC Brussels                   | België | Tweede Klasse          | 22   | 1     |
| 2010/11 | KVC Westerlo                  | België | Eerste Klasse          | 8    | 0     |
| 2011/12 | KVC Westerlo                  | België | Eerste Klasse          | 13   | 0     |
| 2012/13 | FC Brussels                   | België | Tweede Klasse          | 24   | 1     |
| 2013/14 | FC Brussels                   | België | Tweede Klasse          | 23   | 1     |
| 2014/15 | Union Sint-Gillis             | België | Derde klasse B         | 23   | 2     |
| 2015/16 | Union Sint-Gillis             | België | Tweede Klasse          | 33   | 2     |
| 2016/17 | Union Sint-Gillis             | België | Eerste klasse B        | 27   | 0     |
| 2017/18 | Racing White Daring Molenbeek | België | Tweede klasse amateurs | 26   | 0     |
| 2018/19 | Racing White Daring Molenbeek | België | Eerste klasse amateurs | 20   | 1     |
| 2019/20 | Racing White Daring Molenbeek | België | Eerste klasse amateurs | 15   | 1     |
| Totaal  |                               |        |                        | 241  | 12    |

Bijgewerkt op 12 februari 2020

## Familie
Geoffrey is de tweelingbroer van RWDM-speler Anthony Cabeke. Hun vader, Thierry Cabeke, is jeugdtrainer bij FC Brussels.